# Peter Kiedl
Peter Kiedl (* 13. Jänner 2004 in Deutschlandsberg) ist ein österreichischer Fußballspieler.

## Karriere

### Verein
Kiedl begann seine Karriere beim SV Schwanberg. Im Februar 2012 wechselte er in die Jugend des SK Sturm Graz, bei dem er ab der Saison 2018/19 auch sämtliche Altersstufen in der Akademie durchlief. Im Juni 2022 debütierte er für die Amateure der Grazer in der Regionalliga. In der Saison 2021/22 kam er zu zwei Einsätzen in der dritthöchsten Spielklasse, mit Sturm II stieg er zu Saisonende in die 2. Liga auf.
Sein Zweitligadebüt gab er dann im Juli 2022, als er am ersten Spieltag der Saison 2022/23 gegen den SV Horn in der 81. Minute für Mohammed Fuseini eingewechselt wurde. Im Jänner 2025 stand er in der UEFA Champions League gegen Atalanta Bergamo erstmals im Profikader der Grazer. Sein Debüt für die Profis der Grazer in der Bundesliga gab er im Mai 2025 gegen den FC Blau-Weiß Linz. Dies blieb sein einziger Bundesligaeinsatz für Sturm, mit den Steirern wurde er zu Saisonende Meister.
Zur Saison 2025/26 wechselte Kiedl leihweise zum Ligakonkurrenten SV Ried.

### Nationalmannschaft
Im März 2025 wurde er von Peter Perchtold erstmals in die österreichische U-21-Nationalmannschaft geholt. Sein Debüt gab er im selben Monat gegen die Schweiz.

## Erfolge
- Österreichischer Meister: 2025

## Persönliches
Sein Bruder Paul (* 2002) ist ebenfalls Fußballspieler.